# Satz von Jordan-Schur
Der Satz von Jordan-Schur, auch unter dem Namen Satz von Jordan über endliche lineare Gruppen bekannt, ist ein mathematischer Satz, der in seiner ursprünglichen Form von Camille Jordan stammt. In dieser Form besagt er, dass es eine Funktion {\displaystyle f\colon \mathbb {N} \rightarrow \mathbb {N} } gibt, so dass es zu jeder endlichen Untergruppe {\displaystyle G} der allgemeinen linearen Gruppe {\displaystyle \mathrm {GL} (n,\mathbb {C} )} eine Untergruppe {\displaystyle H\subset G} gibt, so dass Folgendes gilt:
- {\displaystyle H} ist abelsch,
- {\displaystyle H} ist ein Normalteiler von {\displaystyle G},
- der Index von {\displaystyle H} in {\displaystyle G} erfüllt {\displaystyle [G:H]\leq f(n)}.

Da {\displaystyle f(n)} nicht von {\displaystyle G} abhängt ist das für festes {\displaystyle n} ein Endlichkeitssatz für die Quotientengruppen {\displaystyle G/H}. 
Issai Schur hatte ein allgemeineres Ergebnis erzielt, indem er nicht mehr die Endlichkeit der Gruppe voraussetzte, sondern nur noch, dass es sich um eine Torsionsgruppe handelt. Schur zeigte, dass man
{\displaystyle f(n)=((8n)^{\frac {1}{2}}+1)^{2n^{2}}-((8n)^{\frac {1}{2}}-1)^{2n^{2}}}
nehmen kann. Speiser erhielt für {\displaystyle n\geq 3} und unter der Voraussetzung der Endlichkeit von {\displaystyle G} die bessere Abschätzung
{\displaystyle f(n)=n!\cdot 12^{n(\pi (n+1)+1)}},
wobei {\displaystyle \pi } die Primzahlfunktion ist.
In einer weiteren Verbesserung konnte Blichfeldt in obiger Formel 12 durch 6 ersetzen. Schließlich zeigte Michael Collins unter der Voraussetzung der Endlichkeit von {\displaystyle G} mit Hilfe des Klassifikationssatzes endlicher einfacher Gruppen, dass man für {\displaystyle n\geq 71} die Abschätzungsfunktion {\displaystyle f(n)=(n+1)!} nehmen kann, und gab eine nahezu vollständige Beschreibung des Verhaltens für kleine {\displaystyle n}.